# Newtown AFC
A Newtown AFC (walesi nyelven: Clwb Pêl-droed Y Drenewydd) walesi labdarúgóklub, amely az első osztályban szerepel. Székhelye Newtown városában található. Hazai mérkőzéseit a Latham Parkban rendezi.

## Névváltozások
- 1875–1888: Newtown White Stars

1888 óta jelenlegi nevén szerepel.

## Sikerei
- Welsh Premier League
  - Ezüstérmes (2 alkalommal): 1996, 1998

- Welsh Cup
  - Győztes (2 alkalommal): 1879, 1895
  - Ezüstérmes (4 alkalommal): 1881, 1886, 1888, 1897

## Eredmények

### Európaikupa-szereplés

#### Összesítve
| Kupa       | J | GY | D | V | LG–RG |
| ---------- | - | -- | - | - | ----- |
| UEFA-kupa  | 4 | 0  | 1 | 3 | 1–14  |
| Összesítve | 4 | 0  | 1 | 3 | 1–14  |

#### Szezonális bontásban
| Idény     | Kupa      | Forduló         | Klub         | 1. mérk. | 2. mérk. |
| --------- | --------- | --------------- | ------------ | -------- | -------- |
| 1996–1997 | UEFA-kupa | Előselejtező    | Skonto       | 1–4      | 0–3      |
| 1998–1999 | UEFA-kupa | 1. selejtezőkör | Wisła Kraków | 0–0      | 0–7      |

Megjegyzés: Az eredmények minden esetben a Newtown AFC szemszögéből értendőek, a félkövéren jelölt mérkőzéseket pályaválasztóként játszotta.